# Codex Vaticanus 2061
Pour les articles homonymes, voir Codex Vaticanus (homonymie).
- Papyrus
- Onciale
- Minuscules
- Lectionnaire

Le Codex Vaticanus 2061, portant le numéro de référence 048 (Gregory-Aland), α 1 (Soden), est un parchemin manuscrit en écriture grecque onciale.

## Description
Le codex se compose de 21 folios. Il est écrit en trois colonnes, avec 40 lignes par colonne, et 12-15 lettres par ligne. Les dimensions du manuscrit sont de 30 x 27 cm,. 
Le manuscrit contient des textes des Actes des Apôtres, des Épîtres catholiques et des Épîtres de Paul avec de nombreuses lacunes. Il manque de Euthalian Apparatus.
C’est un double palimpseste. 
Les paléographes datent unanimement ce manuscrit du Ve siècle. 
Le texte du codex est en alexandrin, proche pour texte du Codex Alexandrinus. Kurt Aland le classe en Catégorie II. 
Il est conservé à la bibliothèque apostolique vaticane (Gr. 2061) à Rome,.